# Bolivia en la clasificación de Conmebol para la Copa Mundial de Fútbol de 2006
La selección de fútbol de Bolivia fue uno de los nueve equipos nacionales que participaron en la clasificación de Conmebol para la Copa Mundial de Fútbol, en la que se definieron los representantes de Conmebol para la Copa Mundial de Fútbol de 2006 que se desarrolló en Alemania.

## Sedes
| Ciudad              | Estadio        |
| ------------------- | -------------- |
| La Paz              | Hernando Siles |
|                     |                |
| 41 143 espectadores |                |

## Sistema de juego
La etapa preliminar —también denominada eliminatorias— se jugó en América del Sur, desde el 6 de septiembre de 2003 y finalizó el 11 de octubre de 2005. En las eliminatorias, se jugaron 18 fechas con el formato de todos contra todos, con partidos de ida y vuelta.
El torneo definió cinco equipos que representaron a la Confederación Sudamericana de Fútbol en la Copa Mundial de Fútbol. Los cuatro mejor posicionados, se clasificaron directamente al mundial mientras que el quinto ubicado, Uruguay, jugó repesca intercontinental frente a Australia.

## Tabla final de posiciones
| Selección | Pts | PJ | PG | PE | PP | GF | GC | Dif |
| --------- | --- | -- | -- | -- | -- | -- | -- | --- |
| Brasil    | 34  | 18 | 9  | 7  | 2  | 35 | 17 | 18  |
| Argentina | 34  | 18 | 10 | 4  | 4  | 29 | 17 | 12  |
| Ecuador   | 28  | 18 | 8  | 4  | 6  | 23 | 19 | 4   |
| Paraguay  | 28  | 18 | 8  | 4  | 6  | 23 | 23 | 0   |
| Uruguay   | 25  | 18 | 6  | 7  | 5  | 23 | 28 | -5  |
| Colombia  | 24  | 18 | 6  | 6  | 6  | 24 | 16 | 8   |
| Chile     | 22  | 18 | 5  | 7  | 6  | 18 | 22 | -4  |
| Venezuela | 18  | 18 | 5  | 3  | 10 | 20 | 28 | -8  |
| Perú      | 18  | 18 | 4  | 6  | 8  | 20 | 28 | -8  |
| Bolivia   | 14  | 18 | 4  | 2  | 12 | 20 | 37 | -17 |

|  | Clasificando directo a la Copa Mundial de Fútbol de 2006. |
|  | Clasificando al Repechaje.                                |

### Evolución de las posiciones
| Equipo / Fecha | 1    | 2   | 3   | 4   | 5    | 6   | 7    | 8    | 9    | 10   | 11   | 12   | 13   | 14   | 15   | 16   | 17   | 18   |
| -------------- | ---- | --- | --- | --- | ---- | --- | ---- | ---- | ---- | ---- | ---- | ---- | ---- | ---- | ---- | ---- | ---- | ---- |
| Bolivia        | 10.º | 8.º | 8.º | 9.º | 10.º | 9.º | 10.º | 10.º | 10.º | 10.º | 10.º | 10.º | 10.º | 10.º | 10.º | 10.º | 10.º | 10.º |

### Puntos obtenidos contra cada selección durante las eliminatorias
| VS.       | Bandera de Argentina | Bandera de Brasil | Bandera de Chile | Bandera de Colombia | Bandera de Ecuador | Bandera de Paraguay | Bandera de Perú | Bandera de Uruguay | Bandera de Venezuela | Total |
| --------- | -------------------- | ----------------- | ---------------- | ------------------- | ------------------ | ------------------- | --------------- | ------------------ | -------------------- | ----- |
| Local     | 0                    | 1                 | 0                | 3                   | 0                  | 3                   | 3               | 1                  | 3                    | 14/27 |
| Visitante | 0                    | 0                 | 0                | 0                   | 0                  | 0                   | 0               | 0                  | 0                    | 0/27  |
| Total     | 0                    | 0                 | 1                | 1                   | 0                  | 4                   | 3               | 3                  | 3                    | 14/54 |

## Partidos

### Primera vuelta
| 7 de septiembre de 2003, 16:00 (UTC-3) | Uruguay                                                   | 5:0 (2:0) | Bolivia | Estadio Centenario, Montevideo                               |                                                              |
|                                        | Forlán 17' · Chevantón 40', 61' · Abeijon 83' · Bueno 88' | Reporte   |         | Asistencia: 39.253 espectadores Árbitro(s): Gilberto Hidalgo | Asistencia: 39.253 espectadores Árbitro(s): Gilberto Hidalgo |

| 10 de septiembre de 2003, 16:00 (UTC-4) | Bolivia                                      | 4:0 (2:0) | Colombia | Estadio Hernando Siles, La Paz                                |                                                               |
|                                         | Baldivieso 11' (pen.) · Botero 27', 49', 59' | Reporte   |          | Asistencia: 23.200 espectadores Árbitro(s): Paulo De Oliveira | Asistencia: 23.200 espectadores Árbitro(s): Paulo De Oliveira |

| 15 de noviembre de 2003, 21:30 (UTC-3) | Argentina                                 | 3:0 (0:0) | Bolivia | Estadio Monumental, Buenos Aires                             |                                                              |
|                                        | D'Alessandro 56' · Crespo 61' · Aimar 63' | Reporte   |         | Asistencia: 34.042 espectadores Árbitro(s): Gilberto Hidalgo | Asistencia: 34.042 espectadores Árbitro(s): Gilberto Hidalgo |

| 18 de noviembre de 2003, 19:00 (UTC-4) | Venezuela              | 2:1 (0:0) | Bolivia    | Estadio José Romero, Maracaibo                               |                                                              |
|                                        | Rey 90' · Arango 90+2' | Reporte   | Botero 60' | Asistencia: 30.000 espectadores Árbitro(s): Mauricio Reinoso | Asistencia: 30.000 espectadores Árbitro(s): Mauricio Reinoso |

| 30 de marzo de 2004, 16:00 (UTC-4) | Bolivia | 0:2 (0:1) | Chile                         | Estadio Hernando Siles, La Paz                             |                                                            |
|                                    |         | Reporte   | Villarroel 37' · González 59' | Asistencia: 40.000 espectadores Árbitro(s): Claudio Martín | Asistencia: 40.000 espectadores Árbitro(s): Claudio Martín |

| 1 de junio de 2004, 16:00 (UTC-4) | Bolivia                   | 2:1 (1:1) | Paraguay    | Estadio Hernando Siles, La Paz                             |                                                            |
|                                   | Cristaldo 8' · Suárez 72' | Reporte   | Cardozo 33' | Asistencia: 23.013 espectadores Árbitro(s): Marcio Rezende | Asistencia: 23.013 espectadores Árbitro(s): Marcio Rezende |

| 5 de junio de 2004, 16:00 (UTC-5) | Ecuador                                         | 3:2 (3:0) | Bolivia                      | Estadio Olímpico Atahualpa, Quito                         |                                                           |
|                                   | Soliz 27' (a.g.) · Delgado 32' · de la Cruz 38' | Reporte   | Gutiérrez 57' · Castillo 74' | Asistencia: 30.020 espectadores Árbitro(s): Gustavo Brand | Asistencia: 30.020 espectadores Árbitro(s): Gustavo Brand |

| 5 de septiembre de 2004, 17:10 (UTC-3) | Brasil                                             | 3:1 (3:0) | Bolivia       | Estadio «Morumbi», São Paulo                                |                                                             |
|                                        | Ronaldo 1' · «Ronaldinho» 12' (pen.) · Adriano 44' | Reporte   | Cristaldo 48' | Asistencia: 60.000 espectadores Árbitro(s): Héctor Baldassi | Asistencia: 60.000 espectadores Árbitro(s): Héctor Baldassi |

| 9 de octubre de 2004, 16:00 (UTC-4) | Bolivia    | 1:0 (0:0) | Perú | Estadio Hernando Siles, La Paz                               |                                                              |
|                                     | Botero 56' | Reporte   |      | Asistencia: 23.729 espectadores Árbitro(s): Mauricio Reinoso | Asistencia: 23.729 espectadores Árbitro(s): Mauricio Reinoso |

### Segunda vuelta
| 12 de octubre de 2004, 16:00 (UTC-4) | Bolivia | 0:0     | Uruguay | Estadio Hernando Siles, La Paz                             |                                                            |
|                                      |         | Reporte |         | Asistencia: 24.349 espectadores Árbitro(s): Márcio Rezende | Asistencia: 24.349 espectadores Árbitro(s): Márcio Rezende |

| 17 de noviembre de 2004, 18:00 (UTC-5) | Colombia  | 1:0 (1:0) | Bolivia | Estadio Metropolitano Roberto Meléndez, Barranquilla             |                                                                  |
|                                        | Yépes 18' | Reporte   |         | Asistencia: 25.000 espectadores Árbitro(s): Carlos Manuel Torres | Asistencia: 25.000 espectadores Árbitro(s): Carlos Manuel Torres |

| 26 de marzo de 2005, 16:00 (UTC-4) | Bolivia      | 1:2 (0:0) | Argentina                   | Estadio Hernando Siles, La Paz                              |                                                             |
|                                    | Castillo 49' | Reporte   | Figueroa 57' · Galletti 63' | Asistencia: 25.000 espectadores Árbitro(s): Jorge Larrionda | Asistencia: 25.000 espectadores Árbitro(s): Jorge Larrionda |

| 29 de marzo de 2005, 16:00 (UTC-4) | Bolivia                                     | 3:1 (2:0) | Venezuela     | Estadio Hernando Siles, La Paz                           |                                                          |
|                                    | Cichero 2' (a.g.) · Castillo 25' · Vaca 84' | Reporte   | Maldonado 71' | Asistencia: 7.908 espectadores Árbitro(s): Eduardo Lecca | Asistencia: 7.908 espectadores Árbitro(s): Eduardo Lecca |

| 4 de junio de 2005, 21:00 (UTC-4) | Chile                       | 3:1 (2:0) | Bolivia             | Estadio Nacional de Chile, Santiago de Chile               |                                                            |
|                                   | Fuentes 8', 34' · Salas 66' | Reporte   | Castillo 83' (pen.) | Asistencia: 46.729 espectadores Árbitro(s): Marcio Rezende | Asistencia: 46.729 espectadores Árbitro(s): Marcio Rezende |

| 8 de junio de 2005, 20:10 (UTC-3) | Paraguay                                                 | 4:1 (2:1) | Bolivia     | Estadio Defensores del Chaco, Asunción                   |                                                          |
|                                   | Gamarra 17' · Santa Cruz 45+1' · Cáceres 54' · Nuñez 68' | Reporte   | Galindo 30' | Asistencia: 5.534 espectadores Árbitro(s): Gustavo Brand | Asistencia: 5.534 espectadores Árbitro(s): Gustavo Brand |

| 3 de septiembre de 2005, 15:00 (UTC-4) | Bolivia  | 1:2 (1:1) | Ecuador         | Estadio Hernando Siles, La Paz                             |                                                            |
|                                        | Vaca 41' | Reporte   | Delgado 8', 49' | Asistencia: 8.434 espectadores Árbitro(s): Héctor Baldassi | Asistencia: 8.434 espectadores Árbitro(s): Héctor Baldassi |

| 9 de octubre de 2005, 16:00 (UTC-4) | Bolivia      | 1:1 (0:1) | Brasil                     | Estadio Hernando Siles, La Paz                              |                                                             |
|                                     | Castillo 49' | Reporte   | «Juninho Pernambucano» 25' | Asistencia: 22.725 espectadores Árbitro(s): Jorge Larrionda | Asistencia: 22.725 espectadores Árbitro(s): Jorge Larrionda |

| 12 de octubre de 2005, 20:00 (UTC-5) | Perú                                          | 4:1 (3:0) | Bolivia       | Estadio Jorge Basadre, Tacna                               |                                                            |
|                                      | Vassallo 11' · Acasiete 38' · Farfán 45', 82' |           | Gutiérrez 66' | Asistencia: 14.774 espectadores Árbitro(s): Oscar Sequeira | Asistencia: 14.774 espectadores Árbitro(s): Oscar Sequeira |

## Estadísticas

### Generales
| 14 | 21 | 4 | 2 | 15 | 20 | 35 | -15 |

| 14 | 9 | 4 | 2 | 3 | 13 | 7 | +6 |

| 0 | 12 | 0 | 0 | 12 | 7 | 28 | -21 |